# Severin Falkman
Severin Gabriel Falkman, född 25 april 1831 i Stockholm, död 9 juli 1889 i Helsingfors, var en svensk-finsk konstnär.
Severin Falkman var son till hovdestillatören Hans Johan Falkman. Fadern var en ivrig konstsamlare, något som ledde till konkurs. Efter detta flyttade familjen 1844 till Helsingfors där Severin Falkman 1844-1850 var elev vid  Helsingfors privatlyceum. Efter studentexamen där blev han student vid Helsingfors universitet men intresserade sig föga för studierna. Faderns önskan var att han skulle fortsätta inom brännerirörelsen och 1851 företog han en resa till Sankt Petersburg för att studera destilleringen där och 1853-1854 studerade han brännerirörelsen hos sin farbror Carl Falkman som innehade ett destilleri i Narva. Sedan fadern avlidit 1855 kunde han dock helhjärtat ägna sig åt sitt främsta intresse, måleri. Han hade redan under sin tid i Stockholm studerat teckning för Christian Forssell och från 1848 varit elev vid Finska Konstföreningens ritskola. Tillsammans med sin vän Carl Eneas Sjöstrand företog han sommaren 1857 en studieresa till Karelen och Savolaks. På hösten samma år reste han till Paris för målarstudier. Där var han elev till Thomas Couture och hade till studiekamrater bland andra Bengt Nordenberg, Uno Troili, Johan Christoffer Boklund, August Malmström och Mårten Eskil Winge. Malmström och Winge delade ateljé med Falkman under hösten 1858. Sommaren 1861 återvände Falkman till Finland där han stannade under ett och ett halvt år, varefter han återvände till Paris. Här fann han att Coutures målarskola nu var på nedgång och började ses som omodern. Han valde då att utveckla sitt måleri självständigt. I januari 1864 lämnade han Paris för att i stället slå sig ned i Rom, där han verkade som konstnär fram till sommaren 1870, då han återvände till Finland. Här fick Falkmans konst ett tämligen ljumt mottagande. Bland hans verk märks altartavlor för Sotkamo och Vittis kyrkor 1877 respektive 1878 samt lynettbilder i universitetsbiblioteket i Helsingfors. Falkman var medlem i Finska Konstföreningens pris- och inköpsnämnd 1883-1888, direktionsmedlem i Finska Handarbetets Vänner 1884-1889, vice ordförande i Finska Konstnärsgillet 1885-1889. Han blev 1886 riddare av Sankt Annas orden. Falkman är representerad vid Åbo Akademi.